# Kultiration
Kultiration är ett reggaeband från Göteborg. Bandet skiljer sig från många andra reggaeband genom att de experimenterar med stilar och uttryck vilket gett dem en bred publik. Bland annat kan man höra tydliga influenser från jazz och folkmusik. Som en internationell motsvarighet brukar nämnas bandet Groundation från USA.     
Sångaren i Kultiration, Marcus Berg, släppte den 1 februari 2007 ett soloalbum, Markendeya.
Våren 2009 släpptes bandets självbetitlade album Kultiration. 

## Medlemmar
- Daniel Wejdin – kontrabas
- Johan Jansson – trummor
- Nils Dahl – klaviatur
- Jonathan Larsson – dragspel
- Anders Augustson – gitarr
- David Byström – trombon
- Johan Asplund – trumpet
- Livet Nord – fiol
- Camilla Åström – dragspel
- Marcus Berg – sång

## Diskografi
Album
- 2004 – Om Gaia
- 2005 – Grogrund
- 2006 – Kultiration möter Internal Dread
- 2006 – Kultiration Is Alive
- 2007 – Döden föder
- 2007 – Döden föder dub (endast Vinyl)
- 2009 – Kultiration

EP
- 2003 – Organisk Folkreggae
- 2008 – Sampler 2008 (promo)

Singlar
- 2004 – "Sparkar och slag"
- 2004 – "Ur Jord" (promo)
- 2009 – "Earth Song" (promo)